# 서연초등학교
서연초등학교는 대한민국 경기도 화성시 장지동에 있는 공립 초등학교이다. 
/서연초등학교는 서연초등학교학생들은 풍경채 호반 롯데캐슬 자이등이있다

## 연혁
- 2013.07.26 서연초등학교 설립 인가
- 2018.02.05 서연초등학교 사용 승인(준공)
- 2018.03.01 서연초등학교 개교
- 2018.03.01 초대 류길순 교장 취임
- 2018.03.01 초등학교 9학급(217명), 유치원 3학급 편성
- 2019.01.10 제1회 졸업식(남:51명,여:35명, 합계:86명)
- 2019.03.01 초등학교 35학급(11학급 증설)985명
- 2020.01.07 제2회 졸업식(남:66명,여:95명,합계:161명,[누계=남:117,여:130 누계 총인원:247명])
- 2020.03.01 제2대 김종기 교장 부임
- 2020.03.01 초등학교 48학급, 유치원 3학급, 특수학급 2학급 편성
- 2022.03.01 제3대 교장 부임

## 참고 자료
- 서연초등학교 - 한국교육학술정보원 학교알리미